# Вірановський Георгій Миколайович
Вірановський Георгій Миколайович (28 серпня 1935, Одеса — 2 квітня 2013) — музикознавець, етномузиколог, педагог.
Закінчив Одеську консерваторію (1960; кл. С. Орфєєва), де відтоді й працює (нині музична академія):
- 1960 — зав. кабінету історії музики,
- 1965 — старший викладач,
- 1985 — доцент,
- 1985–90 — зав. кафедри історії музики й музичної етнографії,
- від 1991 — професор.

У 1981 — ініціатор і співголова Міжнародної фольклорно-етнографічної конференції з вивчення музичного фольклору Південної України і Подунав'я (Одеса).

Вивчає народну музичну творчість, історію музики. Редактор збірника «Одесский музыковед».